# Kaliningrajska oblast
Kaliningrajska oblast (rusko Калинингра́дская  о́бласть) je oblast v Rusiji v Severozahodnem federalnem okrožju. Je najzahodnejša in najmanjša ruska oblast ter eksklava Ruske federacije. Na severu in vzhodu meji na Litvo, na jugu na Poljsko, na zahodu na Baltsko morje. Eksklava je obkrožena s članicami Evropske unije in NATO. V oblasti se nahaja edino rusko pristanišče v Baltskem morju, ki pozimi ne zamrzne.
Regija je bila ustanovljena 7. aprila 1946, potem ko jo je Sovjetska zveza anektirala od Nemčije, v kateri je bilo območje zgodovinsko del vzhodne Prusije (prestolnica katere je bil Kaliningrad). Po aneksaciji je bilo prejšnje, večinoma Nemško, prebivalstvo deportirano in zamenjano z (večinoma) Rusi. Ime oblasti izvira iz glavnega mesta Kaliningrada (prej Königsberg).